# Saint-Vérand (Saône-et-Loire)
Saint-Vérand is een gemeente in het Franse departement Saône-et-Loire (regio Bourgogne-Franche-Comté) en telt 182 inwoners (1999). De plaats maakt deel uit van het arrondissement Mâcon. De naam van de gemeente verwijst naar bisschop Veranus van Cavaillon.

## Geografie
De oppervlakte van Saint-Vérand bedraagt 2,4 km², de bevolkingsdichtheid is 75,8 inwoners per km².
De onderstaande kaart toont de ligging van Saint-Vérand (Saône-et-Loire) met de belangrijkste infrastructuur en aangrenzende gemeenten.

## Demografie
Onderstaande figuur toont het verloop van het inwonertal (bron: INSEE-tellingen).

## Gemeenteband
- Chiny, België

1. ↑  Populations de référence 2022.